# Quaqua confusa
Quaqua confusa är en oleanderväxtart som beskrevs av D.C.H. Plowes. Quaqua confusa ingår i släktet Quaqua och familjen oleanderväxter. Inga underarter finns listade i Catalogue of Life.